# Sandaya
Sandaya ist eine französische Campingplatz-Kette und eine Tochtergesellschaft der ACAPACE-Gruppe. Sie betreibt 65 4- und 5-Sterne-Campingplätze in Frankreich, Spanien, Italien und Belgien.

## Geschichte
Im Jahr 2010 gründeten Xavier Guilbert und François Georges, ehemaliger Generaldirektor und stellvertretender Direktor der Gruppe Pierre & Vacances – Center Parcs, die Marke Sandaya.
Im Jahr 2019 erwarb Sandaya mehrere Campingplätze: Le Grand Dague (Périgueux) , Séquoia Parc (Saint-Just Luzac), Les Alicourts (Pierrefitte-sur-Sauldre) und Le Ranolien (Ploumanac'h).
Im Jahr 2023 erwarb Sandaya mehrere Campingplätze, die früher zur Côté-Ô-Gruppe gehörten. Im selben Jahr erwarb Sandaya einen zweiten Campingplatz in Spanien.
Im Juli 2024 gründete Sandaya Sandaya Italia, die erste europäische Tochtergesellschaft des Unternehmens. Sie wird von Roberto Franchi geleitet und umfasst die Campingplätze Europa Village (Venetien), Toscana Bella (Toskana), Etruria (Toskana) und Le Pianacce (Toskana).

## Logos

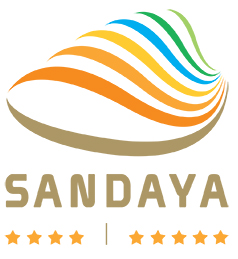
Logo von 2010 bis 2016.
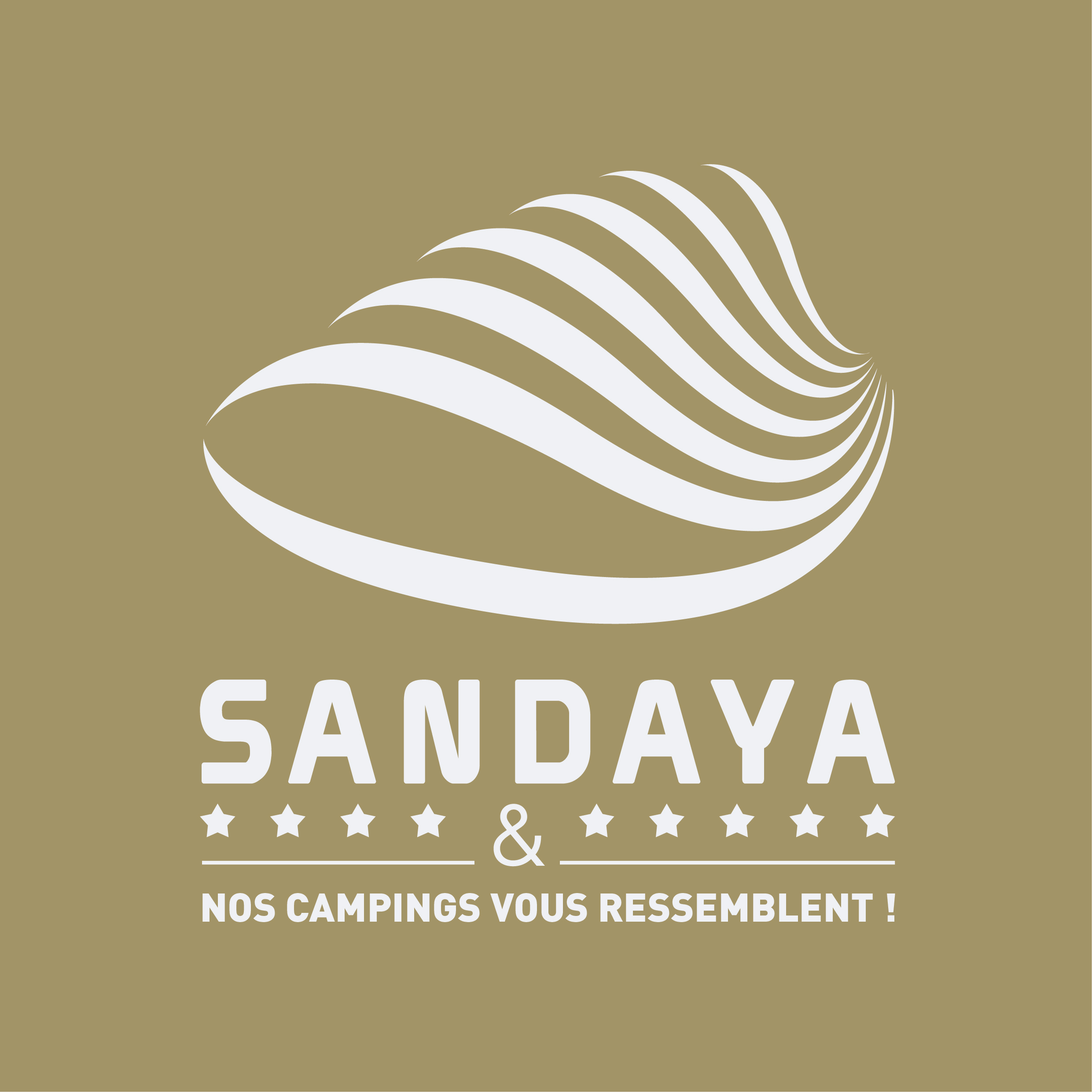
Logo von 2016 bis 2019.
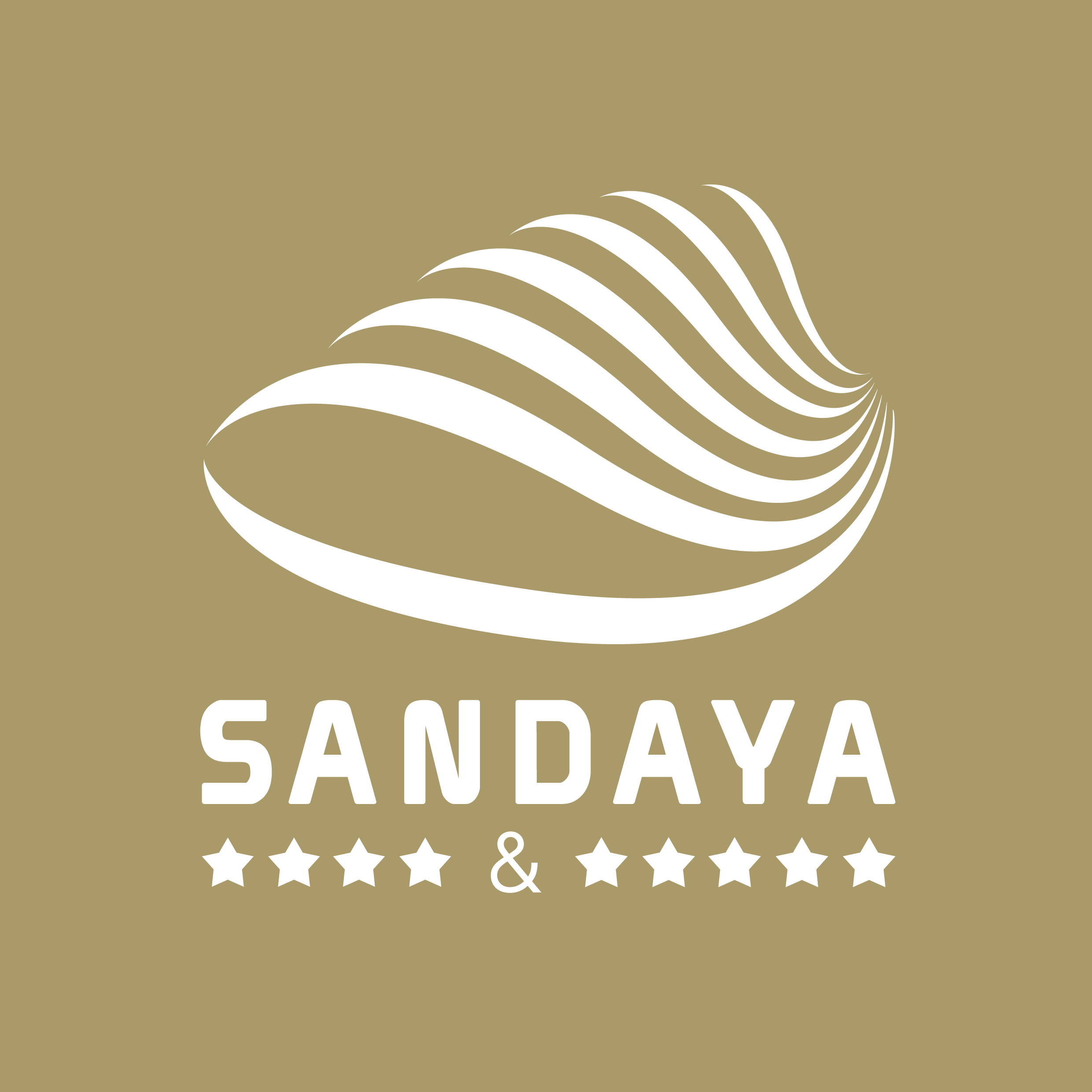
Logo seit 2019.